# Coppa Italia di pallacanestro maschile 2020
La Coppa Italia di pallacanestro maschile 2020, denominata Zurich Connect Final Eight 2020 per ragioni di sponsorizzazione, si è disputata dal 13 al 16 febbraio 2020 alla Vitrifrigo Arena di Pesaro.

## Squadre
Le squadre qualificate sono le prime otto classificate al termine del girone di andata (5 gennaio 2020) della Serie A 2019-2020.
1. Virtus Bologna
2. Dinamo Sassari
3. Leonessa Brescia
4. Olimpia Milano

1. Vanoli Cremona
2. Fortitudo Bologna
3. N.B. Brindisi
4. Reyer Venezia

## Tabellone
|  | Quarti di finale 13 / 14 febbraio | Quarti di finale 13 / 14 febbraio | Quarti di finale 13 / 14 febbraio |               |                | Semifinali 15 febbraio | Semifinali 15 febbraio | Semifinali 15 febbraio |  |  | Finale 16 febbraio | Finale 16 febbraio | Finale 16 febbraio |
|  |                                   |                                   |                                   |               |                |                        |                        |                        |  |  |                    |                    |                    |
|  | 1                                 | Virtus Bologna                    | 81                                |               |                |                        |                        |                        |  |  |                    |                    |                    |
|  | 8                                 | Reyer Venezia                     | 82                                |               |                |                        |                        |                        |  |  |                    |                    |                    |
|  | 8                                 | Reyer Venezia                     | 82                                |               | 8              | Reyer Venezia          | 67                     |                        |  |  |                    |                    |                    |
|  |                                   |                                   |                                   |               | 8              | Reyer Venezia          | 67                     |                        |  |  |                    |                    |                    |
|  |                                   | 4                                 | Olimpia Milano                    | 63            |                |                        |                        |                        |  |  |                    |                    |                    |
|  | 4                                 | 4                                 | Olimpia Milano                    | 63            | Olimpia Milano | 86                     |                        |                        |  |  |                    |                    |                    |
|  | 4                                 |                                   |                                   |               | Olimpia Milano | 86                     |                        |                        |  |  |                    |                    |                    |
|  | 5                                 | Vanoli Cremona                    | 62                                |               |                |                        |                        |                        |  |  |                    |                    |                    |
|  |                                   |                                   |                                   |               |                |                        |                        |                        |  |  | 8                  | Reyer Venezia      | 73                 |
|  |                                   |                                   | 7                                 | N.B. Brindisi | 67             |                        |                        |                        |  |  |                    |                    |                    |
|  | 3                                 | Leonessa Brescia                  | 73                                |               |                |                        |                        |                        |  |  |                    |                    |                    |
|  | 6                                 | Fortitudo Bologna                 | 76                                |               |                |                        |                        |                        |  |  |                    |                    |                    |
|  | 6                                 | Fortitudo Bologna                 | 76                                |               | 6              | Fortitudo Bologna      | 53                     |                        |  |  |                    |                    |                    |
|  |                                   |                                   |                                   |               | 6              | Fortitudo Bologna      | 53                     |                        |  |  |                    |                    |                    |
|  |                                   | 7                                 | N.B. Brindisi                     | 78            |                |                        |                        |                        |  |  |                    |                    |                    |
|  | 2                                 | 7                                 | N.B. Brindisi                     | 78            | Dinamo Sassari | 86                     |                        |                        |  |  |                    |                    |                    |
|  | 2                                 |                                   |                                   |               | Dinamo Sassari | 86                     |                        |                        |  |  |                    |                    |                    |
|  | 7                                 | N.B. Brindisi                     | 91                                |               |                |                        |                        |                        |  |  |                    |                    |                    |

### Tabellini

#### Quarti di finale
| Arbitri: | Rossi (Sansepolcro) Filippini (Pisa) Bongiorni (Pisa) |

|                                                |            |                                        |
| Tarczewski 14 Della Valle, Micov 13 Nedović 10 | Punti      | 16 Mathews 12 Happ 8 Saunders, De Vico |
| Rodríguez 6                                    | Assist     | 4 Diener                               |
| Tarczewski 9                                   | Rimbalzi   | 10 Happ                                |
| Ettore Messina                                 | Allenatori | Romeo Sacchetti                        |

| Arbitri: | Paternicò (Piazza Armerina) Attard (Siracusa) Paglialunga (Taranto) |

|                                         |            |                              |
| Marković 18 Teodosić, Weems 15 Ricci 12 | Punti      | 16 Tonut 15 Daye 14 Chappell |
| Teodosić 6                              | Assist     | 3 De Nicolao                 |
| Hunter 10                               | Rimbalzi   | 11 Vidmar                    |
| Aleksandar Đorđević                     | Allenatori | Walter De Raffaele           |

| Arbitri: | Lanzarini (Bologna) Vicino (Bologna) Bartoli (Trieste) |

|                                 |            |                                        |
| Pierre 21 Jerrells 20 Spissu 15 | Punti      | 37 Banks 14 Martin 10 Sutton, Thompson |
| Evans 5                         | Assist     | 4 Brown                                |
| Pierre 9                        | Rimbalzi   | 8 Banks                                |
| Gianmarco Pozzecco              | Allenatori | Francesco Vitucci                      |

| Arbitri: | Begnis (Crema) Lo Guzzo (Catanzaro) Borgioni (Roma) |

|                                    |            |                                     |
| Lansdowne 15 L. Vitali 14 Abass 10 | Punti      | 17 Sims 16 Aradori 14 D. Cinciarini |
| L. Vitali 4                        | Assist     | 2 Aradori, Fantinelli, Robertson    |
| Horton, Moss 7                     | Rimbalzi   | 8 Sims                              |
| Vincenzo Esposito                  | Allenatori | Antimo Martino                      |

#### Semifinali
| Arbitri: | Sahin (Messina) Mazzoni (Grosseto) Giovannetti (Papigno) |

|                                           |            |                               |
| Rodríguez 15 Scola 14 Micov, Tarczewski 9 | Punti      | 16 Watt 13 Daye 12 De Nicolao |
| Rodríguez 3                               | Assist     | 3 Daye, De Nicolao, Chappell  |
| Scola, Tarczewski 9                       | Rimbalzi   | 10 Watt                       |
| Ettore Messina                            | Allenatori | Walter De Raffaele            |

| Arbitri: | Begnis (Crema) Attard (Siracusa) Borgioni (Roma) |

|                              |            |                                              |
| Brown 18 Banks11 Thompson 10 | Punti      | 10 D. Cinciarini, Sims 7 Daniel 6 Fantinelli |
| Thompson 7                   | Assist     | 2 Sims                                       |
| Banks 7                      | Rimbalzi   | 9 Daniel, Sims                               |
| Francesco Vitucci            | Allenatori | Antimo Martino                               |

#### Finale
| Arbitri: | Paternicò (Piazza Armerina) Lanzarini (Bologna) Mazzoni (Grosseto) |

|                                  |            |                               |
| Watt 17 Daye, Tonut 13 Bramos 12 | Punti      | 27 Banks 8 Gaspardo 7 Zanelli |
| Tonut 4                          | Assist     | 4 Thompson                    |
| Watt 10                          | Rimbalzi   | 12 Brown                      |
| Walter De Raffaele               | Allenatori | Francesco Vitucci             |

| Quintetto titolare | Quintetto titolare | Quintetto titolare | Pt   | Rim  | Ass  |
| ------------------ | ------------------ | ------------------ | ---- | ---- | ---- |
| P                  | 10                 | Andrea De Nicolao  | 5    | 4    | 1    |
| G                  | 7                  | Stefano Tonut      | 13   | 1    | 4    |
| GA                 | 21                 | Jeremy Chappell    | 7    | 8    | 0    |
| AC                 | 22                 | Valerio Mazzola    | 6    | 4    | 1    |
| AC                 | 50                 | Mitchell Watt      | 17   | 10   | 2    |
| Panchina:          |                    |                    |      |      |      |
| G                  | 3                  | Davide Casarin     | n.e. | n.e. | n.e. |
| P                  | 5                  | Julyan Stone       | 0    | 3    | 3    |
| GA                 | 6                  | Michael Bramos     | 12   | 4    | 1    |
| A                  | 9                  | Austin Daye        | 13   | 2    | 2    |
| PG                 | 12                 | Ariel Filloy       | 0    | 1    | 1    |
| C                  | 14                 | Gašper Vidmar      | 0    | 0    | 0    |
| G                  | 30                 | Bruno Cerella      | 0    | 1    | 0    |
| Allenatore:        |                    |                    |      |      |      |
| Walter De Raffaele |                    |                    |      |      |      |

| Reyer Venezia |  | Brindisi |

| Venezia       | Statistics         | Brindisi      |
| ------------- | ------------------ | ------------- |
|               | Statistics         |               |
| 14/41 (34.1%) | Tiro da 2          | 9/27 (33.3%)  |
| 11/32 (34.4%) | Tiro da 3          | 9/32 (28.1%)  |
| 12/14 (85.7%) | Tiri liberi        | 22/32 (68.8%) |
| 16            | Rimbalzi offensivi | 21            |
| 29            | Rimbalzi difensivi | 34            |
| 45            | Rimbalzi totali    | 55            |
| 15            | Assist             | 11            |
| 9             | Palle perse        | 15            |
| 9             | Palle rubate       | 2             |
| 1             | Stoppate           | 2             |
| 29            | Falli              | 17            |

| Vincitrice Coppa Italia 2020 |
| ---------------------------- |
| Reyer Venezia 1º titolo      |

| Quintetto titolare | Quintetto titolare | Quintetto titolare | Pt   | Rim  | Ass  |
| ------------------ | ------------------ | ------------------ | ---- | ---- | ---- |
| G                  | 15                 | Darius Thompson    | 6    | 3    | 4    |
| G                  | 0                  | Adrian Banks       | 27   | 6    | 1    |
| AP                 | 1                  | Kelvin Martin      | 5    | 9    | 1    |
| AG                 | 33                 | Tyler Stone        | 0    | 9    | 1    |
| AC                 | 00                 | John Brown         | 3    | 12   | 2    |
| Panchina:          |                    |                    |      |      |      |
| A                  | 2                  | Dominique Sutton   | 5    | 2    | 0    |
| P                  | 6                  | Alessandro Zanelli | 7    | 1    | 2    |
| AP                 | 8                  | Alessandro Guido   | n.e. | n.e. | n.e. |
| AG                 | 10                 | Raphael Gaspardo   | 8    | 2    | 0    |
| G                  | 12                 | Luca Campogrande   | 6    | 1    | 0    |
| C                  | 18                 | Riccardo Cattapan  | n.e. | n.e. | n.e. |
| A                  | 35                 | Iris Ikangi        | n.e. | n.e. | n.e. |
| Allenatore:        |                    |                    |      |      |      |
| Francesco Vitucci  |                    |                    |      |      |      |

## Premi individuali
- Panasonic MVP (Memorial "Chicco Ravaglia"):  Austin Daye (Reyer Venezia)[1]
- Miglior Difensore:  Stefano Tonut (Reyer Venezia)[1]